# Вербовец (приток Золотой Липы)
Вербовец (укр. Вербівец) — река в Тернопольском районе Тернопольской области, Украина. Правый приток реки Золотая Липа (бассейн Днестра).
Берёт начало из источников возле села Вербов, течёт на восток и юго-восток, впадает в Золотую Липу около села Гиновичи.
Длина реки 10 км, площадь бассейна 18 км². Вода используется для сельскохозяйственных и бытовых нужд.
Основной приток — река Горы (левый).